# Железна студенка
Железная студенка — одна из частей Братиславского лесного парка в Малых Карпатах, популярный центр спорта и отдыха в пригороде Братиславы, Словакия. Располагается в конце долины реки Выдрицы. Название происходит от источника железной воды, спускающегося в долину.
В 2005 был вновь запущен подъёмник канатной дороги Железна студенка — Колиба, используемый туристами и велосипедистами. С тех пор там начинается велосипедный общественный трек вниз, в долину. 8 июля 2006 Железна студенка была открыта после обширной реконструкции.
В конце долины на Красном мосту (Červený most) находится железнодорожная станция Железна студенка, являющаяся частью железнодорожной линии, по которой 20 августа 1848 прошёл первый поезд из Вены в Братиславу.